# Хронологија Народноослободилачке борбе август 1943.
Хронолошки преглед важнијих догађаја везаних за Народноослободилачку борбу народа Југославије, који су се десили током августа месеца 1943. године:
| ← јул | ← јул | ← јул | ← јул | ← јул | ← јул | ← јул | ← јул | ← јул | Хронологија Народноослободилачке борбе у 1943. | Хронологија Народноослободилачке борбе у 1943. | Хронологија Народноослободилачке борбе у 1943. | Хронологија Народноослободилачке борбе у 1943. | Хронологија Народноослободилачке борбе у 1943. | Хронологија Народноослободилачке борбе у 1943. | Хронологија Народноослободилачке борбе у 1943. | Хронологија Народноослободилачке борбе у 1943. | Хронологија Народноослободилачке борбе у 1943. | Хронологија Народноослободилачке борбе у 1943. | Хронологија Народноослободилачке борбе у 1943. | Хронологија Народноослободилачке борбе у 1943. | Хронологија Народноослободилачке борбе у 1943. | Хронологија Народноослободилачке борбе у 1943. | Хронологија Народноослободилачке борбе у 1943. | септембар → | септембар → | септембар → | септембар → | септембар → | септембар → | септембар → |
| 1     | 2     | 3     | 4     | 5     | 6     | 7     | 8     | 9     | 10                                             | 11                                             | 12                                             | 13                                             | 14                                             | 15                                             | 16                                             | 17                                             | 18                                             | 19                                             | 20                                             | 21                                             | 22                                             | 23                                             | 24                                             | 25          | 26          | 27          | 28          | 29          | 30          | 31          |

### 15. август
- Врховни штаб НОВ и ПОЈ донео „Указ о одликовањима у Народноослободилачкој борби“, којим је установљено пет ордена и једна медаља:[1]
  - Орден народног хероја додељивао се за осведочена херојска дела на бојном пољу и херојско држање пред непријатељем. Истим указом решено је да сви дотадашњи носиоци звања народног хероја (укупно 22 лица) добију Орден народног хероја
  - Орден партизанске звезде, у три реда, додељивао се за умешност у командовању и нарочите заслуге у борби (првог реда), за храброст и специјалне подвиге (другог реда) и за храброст и пожртвованост у борби (трећег реда).
  - Орден народног ослобођења додељивао се за заслуге учињене за ослобођење народа.
  - Орден братства и јединства додељивао се за осведочени рад на остваривању јединства наших народа.
  - Орден за храброст и Медаља за храброст, додељивали се за осведочену храброст у борби.

### 26. август
- На месту Овојци, код села Полога, у близини Мостара стрељана је група од петоро истакнутих активиста НОП-а из Мостара — Љубо Брешан Феђа (1913—1943), секретар Месног комитета КПЈ за Мостар; Мустафа Ћемаловић (1919—1943) и Мухидин Башагић (1918–1943), курири Обласног комитета КПЈ за Херцеговину послати у Врховни штаб НОВ и ПОЈ и на том задатку ухапшени у околини Невесиња; Мухидинова сестра Хајрија Башагић (1920—1943), мостарска скојевка и илегалка, као и Хасан Фазлиновић Жути, секретар Обласног комитета СКОЈ-а за Херцеговину (након хапшења полицији је издао чланове МК КПЈ, међу којима и Љубу Брешана). После рата, њихови посмртни остаци су пренети и сахрањени на Партизанском гробљу у Мостару, а Љубо Брешан и Мустафа Ћемаловић су проглашени за народне хероје.[2][3][4]